# Colt Trooper

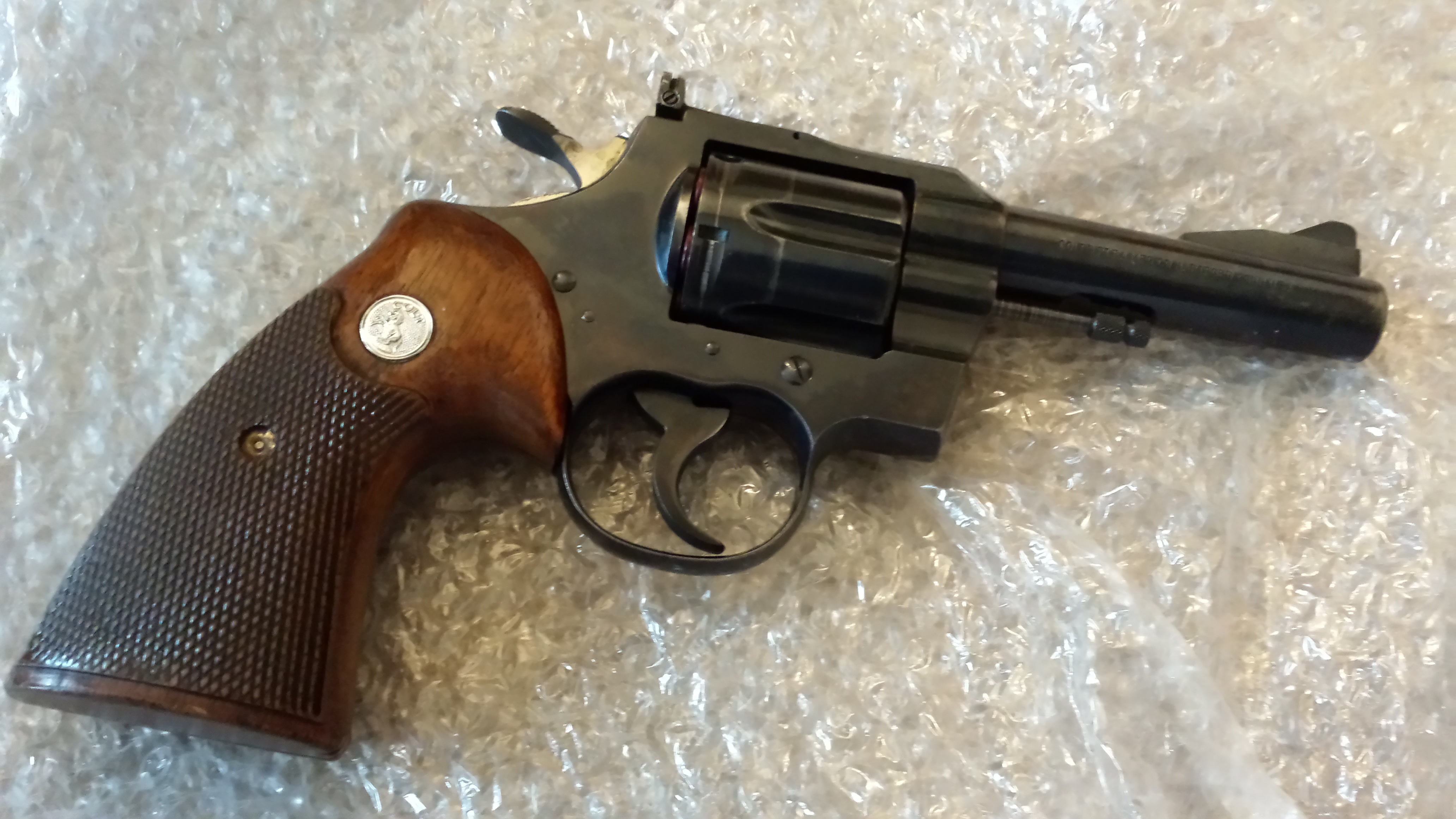
Colt Trooper à canon de 10 cm

Le  révolver Colt Trooper  fut  produit de 1953 à 1969.

## Présentation
Le  Trooper de 1re  génération est doté d'un  canon léger  et d'un carénage pour sa baguette d'éjection. Comme le premier Colt Trooper, il fut en service dans de nombreux bureaux du shérifs et services de police aux USA. De même, de nombreux GI et Marines  s'engagèrent dans  la guerre du Vietnam armés de leurs Trooper personnel.

## Caractéristiques
- Munitions : .357 Magnum , .38 Special ou .22 LR (rares).
- Mécanisme : simple action/double action
- Longueur du canon : 4 ou 6 pouces  (10 et 15 cm)
- Origine : américaine
- Longueur de l'arme : 23,5 cm avec canon de 4 pouces
- Masse de l'arme vide : 950 g environ  avec canon de 4 pouces
- Portée : environ 50 m
- Capacité : 6 coups